# Long Gully
Der Long Gully ist ein Wasserlauf in Berkshire, England. Der Long Gully entsteht im Buckleberry Common östlich von Upper Buckleberry. Er fließt in östlicher Richtung und mündet in den River Bourne östlich von Chapel Row.